# Linden (Gemeinde Klam)
Linden ist eine Ortschaft (Rotte) in der Marktgemeinde Klam im Bezirk Perg in Oberösterreich, in der 115 Einwohner (Stand: 2024) leben.

## Geographie
Linden liegt zwischen 285 m ü. A. und 310 m ü. A. nördlich des Ortszentrums von Klam und erstreckt sich am Westrand des Klamer Beckens zwischen Bäckerbach und Klambach bzw. zwischen den Klamer Ortsteilen Gauning im Südwesten und Niederkalmberg im Osten sowie der Ortschaft Untergaisberg der Nachbargemeinde Münzbach im Norden.
Aus geologischer und geomorphologischer Sicht sowie unter Aspekten der Raumnutzung gehört Sperken überwiegend zur oberösterreichischen Raumeinheit Südliche Mühlviertler Randlagen, das dazugehörende Gehöft Thanner am Nordwestrand wird schon zum Aist-Naarn-Kuppenland gerechnet.
Durch die Ortschaft verläuft die von Münzbach nach Klam führende Münzbacher Straße (L 1423).

## Geschichte
Die Bewohner von Linden zählen seit 1784 zur Pfarre Klam (zuvor Pfarre Saxen) und wurden dem Schulsprengel Klam zugeordnet. 1869 wohnten in Linden in 17 Häusern 131 Personen.
Zwischen 1896 und 1908 wurden in Sperken 10 Bauernhöfe bzw. Häuser vom Besitzer der Burg Clam aufgekauft und zum Großteil geschleift. Das Gelände wurde eingezäunt und Hirsche eingesetzt. Zusammen mit jenen in den angrenzenden Ortschaften Sperken und Gauning waren 36 Häuser in den Gemeinden Klam und Baumgartenberg betroffen. Infolge der politischen und wirtschaftlichen Veränderungen am Ende des Ersten Weltkrieges wurde der Tiergarten wieder aufgelassen.

## Bauwerke
Das Aschaubauern-Kreuz wurde gegen Ende des 18. Jahrhunderts, das Bäcker-Kreuz 1805 und das Aichinger Kreuz etwa 1870 errichtet. Es handelt sich um Kapellen, die aus Dankbarkeit gestiftet wurden. Das Grübler-Kreuz ist ein Holzkreuz an der Lindendorfstraße.